# Pedro Causil
Pedro Causil, né le 14 avril 1991 à Carthagène des Indes, est un patineur de vitesse colombien.

## Biographie
Pedro Causil devient en 2018 le premier sud-américain à participer à des jeux olympiques d'hiver. Il est alors le porte drapeau de la délégation colombienne.

## Palmarès
en patinage de vitesse

### Jeux olympiques d'hiver
| Épreuve / Édition   | 500 mètres | 1 000 mètres | 1 500 mètres | 5 000 mètres | 10 000 mètres | Mass start | Poursuite par équipes |
| JO 2018 Pyeongchang | 20e        | 34e          | —            | —            | —             | —          | —                     |

Légende :
- : première place, médaille d'or
- : deuxième place, médaille d'argent
- : troisième place, médaille de bronze
- : pas d'épreuve
- — : Non disputée par le patineur
- DSQ : disqualifiée

en roller

### Championnat du monde
- Médaille d'argent en 200 m en 2021 (piste)
- Médaille d'argent en 500 m en 2021 (piste)
- Médaille d'or en 1 000 m en 2021 (piste)
- Médaille d'or en 3 000 m relais en 2021 (piste)

- Médaille d'or en 500 m en 2019 (piste)
- Médaille de bronze en 1 tour en 2019 (route)

- Médaille d'or en 500 m en 2018 (piste)
- Médaille d'argent en 1 000 m en 2018 (piste)
- Médaille d'argent en 3 000 m relais en 2018 (piste)
- Médaille de bronze en 1 tour en 2018 (route)

- Médaille d'or en 300 m en 2014 (piste)
- Médaille d'argent en 500 m en 2014 (piste)
- Médaille d'or en 200 m en 2014 (route)
- Médaille d'argent en 500 m en 2014 (route)

- Médaille d'argent en 300 m en 2013 (piste)
- Médaille d'or en 200 m en 2013 (route)
- Médaille d'or en 5 000 m relais en 2013 (route)

- Médaille d'or en 300 m en 2012 (piste)
- Médaille d'argent en 500 m en 2012 (piste)
- Médaille d'argent en 1 000 m en 2012 (piste)
- Médaille d'or en 3 000 m relais en 2012 (piste)
- Médaille d'argent en 200 m en 2012 (route)

- Médaille d'or en 300 m en 2011 (piste)
- Médaille d'or en 1 000 m en 2011 (piste)
- Médaille d'argent en 500 m en 2011 (piste)
- Médaille d'or en 5 000 m relais en 2011 (route)

- Médaille d'argent en 300 m en 2009 (piste)
- Médaille d'argent en 3 000 m relais en 2009 (piste)
- Médaille d'argent en 200 m en 2009 (route)

### Jeux mondiaux
- 2009 à Kaohsiung
  -  Médaille d'or en 1 000m sprint
  -  Médaille de bronze en 300m time trial
- 2013 à Cali
  -  Médaille d'or en 300m time trial
  -  Médaille de bronze en 1 000m sprint